# Маркхэм, Ян
Я́н Ма́ркхэм (англ. Ian Markham; род. 19 сентября 1962) — британский и американский теолог и религиозный деятель. Священнослужитель Епископальной церкви США. Декан и президент Виргинской теологической семинарии.

## Биография
В 1985 году получил степень бакалавра богословия по теологии в Лондонском университете.
В 1989 году получил степень магистра словесности по философии этике в Кембриджском университете.
В сентябре 1989 — августе 1996 года — преподаватель теологии в Эксетерском университете.
В 1993 — 1999 годы — директор и член Совета Управления по рекламным стандартам Великобритании.
В 1995 году получил степень доктора философии по христианской этике в Эксетерском университете.
В 1995 — 1998 годы — член Ламбетского дипломного комитета.
В сентябре 1996 — декабре 1998 года — профессор теологии и общественной жизни в Ливерпульском университете надежды. Кроме того в декабре 1998 — июле 2001 года — являлся деканом.
В 1997 — 2001 годы — заместитель главного редактора журнала Teaching Religion and Theology.
Со 2 апреля 1998 года — член редакционного совета журнал Political Theology.
В 1998 — 2001 годы — член Управляющего комитета Межрелигиозного фонда.
В 1998 — 2001 годы — редактор журнал Theological Book Review.
В августе 2001 — августе 2007 года — декан и профессор теологии и этики Хартвордской семинарии.
В мае 2003 — мае 2008 года — редактор журнала Conversations in Religion and Theology.
В 2004 году — член рабочей группы по введению образовательных стандартов Ассоциация школ и колледжей Новой Англии.
В октябре 2005 года — член Проверочной аккредитационной команды Ассоциации школ и колледжей Новой Англии в Колледже и семинарии Святых Апостолов.
В январе 2006 — январе 2008 года — редактор журнала Reviews in Religion and Theology.
С августа 2007 по настоящее время — декан и президент Виргинской теологической семинарии.
В 2007 году был рукоположен в диаконы Епископальной церкви США.
В 2005—2008 годы — приглашённый профессор глобализации, этики и ислама в Городском университете Лидса.
С 2007 года по настоящее время служит помощником священника в Епископальной церкви святого Павла в Александрии.

## Семья
Женат на Лесли Маркхэм. Имеет сына Люка.

## Награды
- Премия Йельского центра веры и культуры (2004) «за креативность в обучении будущих руководителей церкви, путям живой веры и ценностям во всех сферах жизни» при прочтении курса «Ежедневно пространство с Богом: практики личной преданности в протестантской, католической и евангелической традициях».[1]

## Научные труды

### Монографии
- Markham I. Plurality and Christian Ethics. — Cambridge: Cambridge University Press, 1994. — xiv + 221 p. (Revised edition November 1999 with SevenBridgesPress.)
- Markham I. A World Religions Reader. — Oxford: Basil Blackwell, 1996. — 367 p.
- Markham I. Truth and the Reality of God. — Edinburgh: T&T Clark, 1998. — x + 145 p.
- Markham I., Legood G. The Godparent’s Handbook. — London: SPCK. — 136 p.
- Markham I. Shades of Grey: The Pope, Christian Ethics and the Ambiguity of Human Situations. — Тринити-колледж, The University of Melbourne. — 38 p.
- Markham I., Legood G. A Church Wedding Handbook. — London: SPCK, 2000. — 151 p.
- Markham I. A Theology of Engagement. — Oxford: Blackwell, 2003. — xi + 244 p.
- Markham I., Legood G. The Funeral Handbook. — London: SPCK, 2003. (American edition Christian Hope, Christian Practice: A Funeral Guide Hendrickson 2004)
- Markham I. Understanding Christian Doctrine. — Oxford: Blackwell, 2007. — xii + 248 p.
- Markham I. Do Morals Matter? A Guide to Contemporary Religious Ethics. — Oxford: Blackwell, 2007. — 212 p.
- Markham I. Liturgical Life Principles: How Being an Episcopalian Can Lead to Healthy and Authentic Living. — New York: Morehouse Publishing, 2009. — 112 p.
- Markham I. Engaging with Bediuzzaman Said Nursi: A Model of Interfaith Dialogue. — Surry: Ashgate Publishing, 2009. — 188 p.
- Markham I. A World Religions Reader. — Blackwell, 2009. — 327 p.
- Markham I. Against Atheism: Why Dawkins, Hitchens and Harris are Fundamentally Wrong. — Oxford: Wiley-Blackwell, 2010. — 162 p.
- Markham I., Pirim S. B. An Introduction to Said Nursi: Life, Thought and Writings. — Surry: Ashgate Publishing, 2011. — 198 p. — ISBN 978-1-4094-0770-6.
- Markham I., Warder O. E. An Introduction to Ministry: A Primer for Renewed Life and Leadership in Mainline Protestant Congregations. — Wiley-Blackwell, 2015. — 296 p.
- Markham I., Gottlich S. Faith Rules: An Episcopal Manual. — Church Publishing, Incorporated, 2016. — 160 p.

### Статьи
- Markham I. Why should we suppose that our own death is any different from that of a pet cat or a squashed hedgehog?  Questions People Ask. Is there really a life after death? // Expository Times[англ.]. — 1996. — Vol. 107, № 6. — P. 164-169.
- Markham I. The Ontological Argument // Dialogue, a journal for Religious Studies and Philosophy. — 1996. — № 7. — P. 3-10.
- Markham I. Ronald Preston and the Contemporary Ethical Scene // A Middle Way Joint / Eds. I. Markham, J. Elford. — London: SCM Press, 2000. — P. 257-265. — 303 p.
- Markham I. 9:11. Contrasting reactions and the challenge of dialogue // September 11: Religious Perspectives on the Causes and Consequences / Eds. I. Markham, I. M. Abu-Rabi[англ.]. — Oxford: Oneworld, 2002. — 292 p.
- Markham I. Religious or Secular: the ethics of Said Nursi // Globalization, Ethics and Islam: The Case of Bediuzzaman Said Nursi / Eds. I. Markham, I. Ozdemir. — Aldershot: Ashgate, 2005. — 212 p.
- Markham I. Rethinking Globalization: Bediuzzaman Said Nursi’s Risale-I Nur in conversation with Empire by Hardt and Negri // Globalization, Ethics and Islam: The Case of Bediuzzaman Said Nursi / Eds. I. Markham, I. Ozdemir. — Aldershot: Ashgate, 2005. — 212 p.
- Markham I. Two conditions for a growing liberal church // Why Liberal Churches are Growing? / Eds. I. Markham, Martyn Percy[англ.].
- Markham I. Grounded Spirituality The Challenge of Bediuzzaman Said Nursi // Spiritual Dimensions of Bediuzzaman Said Nursi's Risale-I-Nur / Ed. I. M. Abu-Rabi[англ.]. — New York: SUNY Press, 2008. — P. 53-68. — 438 p. — ISBN 978-0-7914-7815-8.
- Markham I. Ways of Reading the Risale-i Nur: A Systematic Theology

### Научная редакция
- Theological Liberalism. Creative and Critical / Eds. I. Markham, J’annine Jobling. — London: SPCK, 2000.
- Encountering Religion / Eds. I. Markham, T. Ruparell. — Oxford: Blackwell, 2001. — 382 p.

## Публицистика
- Markham I. Lenten Meditations // Episcopal Relief and Development. — 2011.
- Markham I. Did Bush Cooperate with Terrorists? Making Conspiracy Theories Respectable can be dangerous // Zion's Herald[англ.]. — 2004.
- Markham I. Conversing with Islam: A Visit with the Pat Robertson of Pakistan // Zion's Herald[англ.]. — 2004. — Vol. 178, № 2. — P. 33-34.
- Markham I. The way to God is paved with disagreement // The Guardian. — 20.03.1998.
- Markham I. Feuding Theologians do not help // The Independent. — 30.01.1998.
- Markham I. Modern Theology: Biblical Picture of Providence // Farmington Papers. — 1997. — P. 1-8.